# La gran aventura LEGO 2 (videojuego)
La gran aventura LEGO 2: el videojuego (La LEGO película 2: el videojuego en España) es un videojuego de acción-aventura de temática Lego desarrollado por Traveller's Tales y publicado por Warner Bros. Basada en la película de 2019 La gran aventura LEGO 2, es una secuela directa de La gran aventura LEGO: el videojuego, lanzada el 29 de mayo de 2019 para PlayStation 4, Xbox One, Nintendo Switch y Microsoft Windows; el 20 de junio de 2019 fue lanzado en macOS.

## Juego
El juego toma prestado de Lego Worlds, y tiene nuevos personajes adicionales y mecánicas de combate refinadas, así como los del primer juego. Mundos y personajes de ambas películas aparecen en el juego. Los jugadores crean varias estructuras con el fin de acceder a nuevos niveles.
El 18 de julio de 2019 se puso a disposición un paquete de expansión de contenido descargable "Galactic Adventures" con tres niveles que se expanden aún más en ciertos momentos de la trama, como el ascenso de Future Emmet a convertirse en Rex Dangervest y Mayhem ayudando a los miembros de la Liga de la Justicia.

## Desarrollo y lanzamiento
Se anunció oficialmente el 27 de noviembre de 2018 que La Gran Aventura LEGO: el Videojuego recibiría una secuela, al igual que The Lego Movie.
El juego fue lanzado en todo el mundo el 29 de mayo de 2019, dos semanas después del lanzamiento de La gran aventura -LEGO 2, para PlayStation 4, Xbox One, Nintendo Switch y Microsoft Windows.

## Recepción
En Metacritic, la versión de Nintendo Switch de La gran aventura LEGO 2: El videojuego tiene un Metascore de 56 sobre 100 puntos, basado en 9 comentarios.